# سیستم چند ورودی چند خروجی چند کاربره
سیستم‌های مخابراتی چند ورودی چند خروجی با چندین کاربر را (multi-user MIMO (MU-MIMO می‌گویند. MU-MIMO یک مجموعه از تکنیک‌های MIMO برای مخابرات بی‌سیم است که تعدادی کاربر یا پایانهٔ بی‌سیم، با یک یا چند آنتن، با یکدیگر ارتباط برقرار می‌کنند. در مقابل، یک سیستم MIMO تک کاربره شامل یک فرستنده و یک گیرنده، مجهز به چندین آنتن، است. MU-MIMO قابلیت دسترسی چندگانه فضایی (Space-Division Multiple Accese) را برای کاربران مهیا می‌کند یعنی کاربران که در یک منبع فرکانس – زمان اطلاعات خود را ارسال می‌کنند با توجه به موقعیت فضایی خود می‌توانند اطلاعات خود را جدا کنند. همانند روش OFDMA که قابلیت دسترسی چندگانه (چند کاربر) را به مدولاسیون تقسیم فرکانس عمود برهم اضافه می‌کند، MU-MIMO نیز قابلیت دسترسی چندگانه (چندکاربره) را به سیستم‌های MIMO اضافه می‌کند.

## تکنولوژی
در سیستم چند ورودی چند خروجی با چندین کاربر (MU-MIMO) کاربران به‌طور همزمان توسط یک پایگاه اصلی (Base Station (BS که مجهز به چندین آنتن است سرویس دهی می‌شوند. در سیستم MU-MIMO حتی اگر کاربران مجهز به یک آنتن باشند می‌توان به توان عملیاتی بالا دست یافت. این ویژگی از این جهت دارای اهمیت است که کاربران به علت کوچکی اندازه و هزینه، نمی‌توانند چندین آنتن داشته باشند. در سیستم‌های MU-MIMO به دلیل اینکه کاربران در یک منبع فرکانس-زمان اطلاعات خود را ارسال می‌کنند بحث تداخل بین کاربران مطرح است، برای مقابله با این مشکل از تکنیک‌های کاهش یا حذف تداخل با پیچیدگی بالا مانندmaximum likelihood و dirty paper coding استفاده می‌شود. افزایش آنتن در BS باعث افزایش درجه آزادی می‌شود از این رو کاربران بیشتری می‌توانند به‌طور همزمان در یک منبع فرکانس- زمان ارتباط برقرار کنند. به عنوان یک نتیجه، یک توان عملیاتی بزرگ بدست آید. اما پیچیدگی پردازنده‌ها به صورت نمایی با تعداد کاربران افزایش خواهد یافت. همواره یک تضاد بین عملکرد و پیچیدگی سیستم‌ها وجود دارد. اگر تعداد آنتن‌های BS در مقایسه با تعداد کاربران بسیار بیشتر باشد، عملکرد گیرنده‌های سادهٔ خطی MIMO چندکاربره#.D9.BE.D8.B1.D8.AF.D8.A7.D8.B2.D9.86.D8.AF.D9.87.E2.80.8C.D9.87.D8.A7.DB.8C .D8.AE.D8.B7.DB.8C به گیرنده‌های بهینه نزدیک خواهد بود. سیستم‌هایMU-MIMO با صد آنتن (یا بیشتر) در BS که به چند ده کاربر در یک منبع فرکانس-زمان سرویس دهی می‌کند به عنوان سیستمmassive MIMO
very large MU-MIMO
و hyper-MIMO نیز شناخته می‌شوند.

سیستم MU-MIMO به‌طور کلی در دو حالت بررسی می‌شود، حالتی که کاربران اطلاعات خود را برای BS ارسال می‌کنند (uplink) و حالتی که BS برای کاربران اطلاعات ارسال می‌کند (downlink).

## حالت downlink
در حالت downlink، سیستم شامل یک فرستنده است (BS) که اطلاعات را برای همهٔ گیرنده‌ها (کاربران) ارسال می‌کند. به این سیستم در اصطلاح (MIMO broadcast channel (MIMO BC گفته می‌شود. در این حالت برای کاهش تداخل بین کاربران از پیش کدکننده (precoding) استفاده می‌شود. برای پیش کد کردن اطلاعات، به اطلاعات کانال در طرف فرستنده نیازدارد. از این رو دانستن اطلاعات کانال و روش‌های بدست آوردن اطلاعات از اهمیت زیادی برخوردارند. سیستم‌های MIMO BC نسبت به سیستم‌های MIMO نقطه به نقطه عملکرد بهتری دارند
.

## حالت uplink
در حالت uplink، سیستم شامل یک گیرنده است که اطلاعات همهٔ فرستنده‌ها را دریافت می‌کند. به این سیستم در اصطلاح
(MIMO multiple-access-channel (MIMO MAC گفته می‌شود. در این حالت برای کاهش تداخل بین کاربران به اطلاعات کانال در گیرنده نیاز است. دانستن اطلاعات کانال در گیرنده به‌طور کلی از داشتن اطلاعات کانال در فرستنده آسان تر است. با این وجود داشتن اطلاعات در گیرنده مستلزم صرفه مقداری از منابع است، و همهٔ کاربران باید پایلوت‌های آموزشی را برای BS ارسال کنند. وقتی که تعداد آنتن‌های گیرنده (BS) از تعداد آنتن‌های هر یک از کاربران بیشتر باشد، عملکرد سیستم MIMO MAC نسبت به MIMO نقطه به نقطه بهتر خواهد بود.

## پردازنده‌های خطی
پردازنده‌های خطی (گیرنده‌های خطی در حالت uplink و پیش کدکننده‌های خطی در حالت downlink) برای کاهش پیچیدگی پردازش سیگنال در BS مورد استفاده قرار می‌گیرند. اگرچه عملکرد این پردازنده‌ها بهینه نیست اما وقتی تعداد آنتن‌های BS بسیار زیاد باشد، عملکرد این پردازنده‌ها نزدیک به بهینه می‌شود.
- گیرنده خطی با ضرب کردن ماتریس آشکار ساز {\displaystyle A} در جریان‌های دریافتی {\displaystyle y} می‌تواند سمبل‌های ارسالی کاربران را تخمین بزند.[۱۰]

- پیش کدکنندهٔ خطی با ضرب کردن ماتریس {\displaystyle W} در بردار سمبل‌های مورد نظر برای ارسال {\displaystyle s}، باعث درهم ریختن سمبل‌ها قبل از ارسال و کاهش تداخل کاربران در سمت گیرنده می‌شود.[۱۱]

MRC، ZF و MMSE پردازنده‌های خطی متداول برای سیستم‌های MU-MIMO هستند

### MRC
این پردازنده اثر تداخل کاربران را در نظر نمی‌گیرد و هدف آن ماکزیمم کردن نسبت توان سیگنال ارسالی به توان نویز است. مزیت اصلی این روش سادگی آن است و عیب اصلی آن در نظر نگرفتن اثر تداخل بین کاربران است.

### ZF
این پردازنده با نادیده گرفتن اثر نویز سعی بر حذف اثر تداخل بین کاربران را دارد. وقتی که توان ارسالی کاربران افزایش می‌یابد عملکرد ZF از MRC بهتر می‌شود.

### MMSE
پیچیدگی این پردازنده نسبت به MRC و ZF بیشتر است، این پردازنده سعی می‌کند تا مربع متوسط خطا بین سمبل‌های ارسالی و تخمین آن‌ها را حداقل کند. عملکرد این روش از ZF و MRC بهتر است.

## مباحث مرتبط
- مخابرات بی‌سیم
- مایمو
- مدولاسیون تقسیم فرکانس عمود برهم
- شبکه اد هاک متحرک
- روش OFDMA